# Traité de La Haye (1625)
Pour les articles homonymes, voir Traité de La Haye.

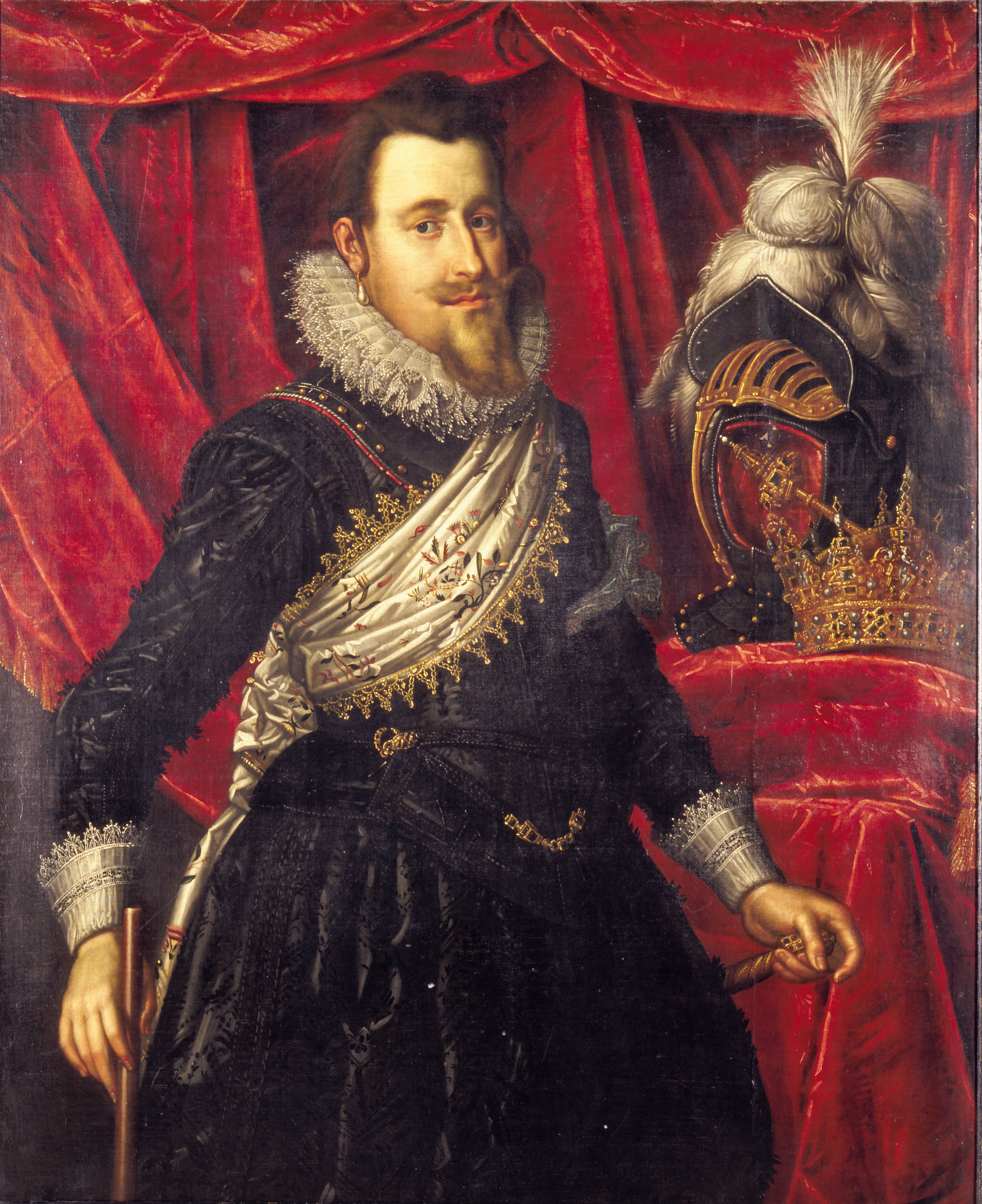
Portrait de Christian IV du Danemark (1612)

Le Traité de La Haye a été signé le 9 décembre 1625 à la Haye entre l'Angleterre et les Pays-Bas. Les signataires s'accordent pour soutenir économiquement Christian IV de Danemark durant sa campagne militaire en Allemagne.